# Anima Mundi (album)
Anima Mundi è il settimo album in studio della cantautrice italiana Dolcenera, pubblicato il 9 dicembre 2022 per la casa discografica Universal Music Italia.

## Descrizione
È il settimo album di Dolcenera, uscito dopo 6 anni dal suo ultimo lavoro.
Uscito come LP ed esclusivamente in formato vinile è una raccolta di brani e singoli usciti dal 2018 al 2022, con l'aggiunta di tracce inedite.
I singoli che ne hanno anticipato l'uscita sono stati: Un altro giorno sulla Terra (2018), Più forte (2019), Amaremare (2019),
Wannabe con Laioung (2020), "Nuovo Giorno, Nuova Luce" cover in italiano interamente riscritta da Manu di “Feeling
Good” di Nina Simone (2022),
Spacecraft (2022), "From a
Spacecraft" (versione inglese) (2022), Calliope (Pace alla luce del sole) (2022) e "Lo-
Fi" (2022) quest'ultimo presente solo nella versione digitale dell'album.
L'album spazia da tematiche come l'amore da
"Meglio L'Inferno", "L'Oceano e La Stella" a
"Spacecraft", all'amore universale in "Più Forte".
Brani che ispirano alla positività e alla voglia di andare avanti come "Un Altro Giorno Sulla Terra" e "Piena Di Vita" quest'ultima con l'aggiunta della voce di Gabriella Ferri.
Non mancano le canzoni sociali e di denuncia:
"Mondo Takeaway" che parla in modo diretto dell'avidità e dell'arrivismo sociale, "Lo-Fi"
gioco di parole voluto dalla stessa Dolcenera (bassa fedeltà in qualità musicale) che parla di decadenza culturale e di civiltà che accompagna questo periodo storico, finendo a
"Mediterraneo" canzone di sensibilizzazione sull'immigrazione. Dal punto di vista musicale è un album sperimentale che prende le ritmiche dal Brasile all'Africa, fino ai synth che richiamano il Nord Europa alle poliritmie vocali, che si combinano in un abbraccio musicale variegato e unico.
Il titolo stesso dell'album "Anima Mundi" è tratto un termine filosofico che indica "L'Anima Del Mondo" l'unione universale tra esseri viventi.
L'artwork: la foto rappresenta Manu come un'antica guerriera, il trucco è ispirato ai rituali di combattimento primoridiali.
Il retro del vinile è " La Mappa dell'Anima" a forma di cuore umano, divisa da "fiumi" descritti nei loro significati e strettamente collegati, alle canzoni contenute al suo interno.

## Tracce
1. Un altro giorno sulla Terra – 3:55
2. Più forte – 3:35
3. Amaremare – 3:32
4. Wannabe – 4:00
5. Mondo take away – 3:52
6. Mediterraneo – 3:48
7. Spacecraft – 3:36
8. Nuovo giorno nuova luce – 3:27
9. Meglio l’inferno – 3:45
10. Piena di Vita – 3:00
11. L’Oceano e La Stella – 4:01
12. Calliope (Pace alla luce del sole) – 3:59
13. Lo-Fi – 3:38

Durata totale: 48:08